# Katechaki
Katechaki (gr: Κατεχάκη) – stacja metra ateńskiego na linii 3 (niebieskiej). Została otwarta 28 stycznia 2000. Stacja znajduje się na Alei Katechaki i Alei Mesogeion.